# Podophyllotoxine
La podophyllotoxine est un composé non alcaloïde extrait des rhizomes et racines de certaines espèces de Podophyllum. Ses propriétés antitumorales en font un composé actif en application locale contre les condylomes, provoqués par le papillomavirus humain.
Il est notamment commercialisé en France sous le nom de Condyline, disponible uniquement sur ordonnance.